# Maison Rouge (Strasbourg)
 (décembre 2018).
La Maison Rouge était un hôtel situé au 22 place Kléber à Strasbourg. Le bâtiment historique fut détruit en 1973 et la volonté de désigner l'actuel centre commercial par ce nom n'est jamais devenue une habitude chez les habitants qui se contentent de l'appeler du nom du principal occupant du bâtiment moderne actuel, à savoir la FNAC. 

## Époques médiévale et moderne
L'auberge, connue sous le nom de Stadelhof en 1253, est constituée d'un seul corps de bâtiment. Celui-ci s’agrandira en annexant les cinq maisons avoisinantes. Les premières mentions du nom de « La Maison Rouge » datent de 1387. Vers 1500, la maison du numéro 22, à l’angle de la Petite-rue-de-la-Grange, agrandit l’auberge, appelée désormais Zur Fortuna. À la fin du XVIe siècle, l’auberge est renommée Zu dem Schüren (À la Grange). La maison du numéro 24 bis est annexée à la fin du XVIIe siècle, tout comme la maison du numéro 25, au cours de la Révolution de 1789. À la fin du XVIIIe siècle, l’hôtel est dénommé Auberge de la Maison Rouge. En 1825, la maison du numéro 26 se greffe à l'ensemble pour constituer un ensemble de cinq bâtiments.

## Époque contemporaine

### 1860-1970: de l'auberge de la Maison Rouge à l'hôtel de la Maison Rouge
Vers 1860, des travaux pour uniformiser la façade de l'ensemble des bâtiments sont entrepris. En 1879, l’auberge est achetée par M. Goebel. Un projet de reconstruction plus moderne est alors souhaité par celui-ci qui déposera un permis de construire, mais le projet n'aboutira pas.
Une lettre expliquant le projet est incluse dans la demande de permis de construire :
« La nouvelle construction sera parfaitement solide, sûre en cas d’incendie, et avec tout l’équipement moderne. Des murs extérieurs et de refend maçonnés, une cave voûtée, une cuisine et une buanderie voûtées, des couloirs voûtés, des vestibules, etc. des salles d’eau et des toilettes voûtées ; de plus des escaliers construits entre des murs en dur, deux escaliers de service en pierre ; de plus des ascenseurs ininflammables pour les personnes et les bagages, les cuisines et les services de l’hôtel. Tout autour des façades massives, une cour aménagée, un accès direct à cette dernière, une évacuation des eaux répondant à toutes les normes, un chauffage central et finalement l’éclairage électrique pour tout l’hôtel, conférant à l’ensemble un caractère de solidité. En ce qui concerne la hauteur du bâtiment, il fut fait selon la loi. L’hôtel comprend, sans compter les pièces de service, les logements du directeur et du personnel, etc. un total de 71 chambres, toutes accessibles directement depuis les couloirs, bien éclairées et bien aérées.  Les couloirs, escaliers, vestibules, salles de bain, toilettes, etc. bénéficient tous d’un éclairage naturel et peuvent être aérés ».
En 1898, un incendie détruit partiellement l’édifice. Des travaux de reconstruction ont lieu entre 1898 et 1900 par les architectes Albert Brion et Eugène Haug. Les travaux sont marqués par la construction d'une nouvelle façade. L'auberge est désormais nommée L'Hôtel de la Maison Rouge. Les Nouvelles Galeries, une chaîne de grands magasins, devient propriétaire de l’hôtel en 1918. En 1937, une grande affiche lumineuse est installée sur le toit et illumine la place Kléber. Durant l’après-guerre, l’hôtel est régulièrement rebaptisé : « 200 chambres, pâtisserie» en 1947, « Bière Gruber » en 1951, « Restaurant le Chambord, Grill room » en 1966, « Bar Dancing Ambassadeur » en 1969 ». En 1970, un incendie détruit les combles du bâtiment et l’hôtel cesse son activité le 1er décembre de la même année. 

### De 1973 à nos jours: construction et exploitation du centre commercial de la Maison Rouge
En 1973 est décidée, malgré son caractère historique remarquable (notamment lié à la vie culturelle de Strasbourg) la démolition de l’Hôtel de La Maison Rouge afin de construire un bâtiment à vocation commerciale,. Des courriers d’opposition sont alors envoyés à la municipalité. Des manifestations s’organisent devant la façade et une association de sauvegarde est créée. Le nouveau bâtiment de La Maison Rouge est ouvert en 1978. L'architecte du nouveau bâtiment, M. Herrenschmidt, Architecte en chef des bâtiments civils et des palais nationaux, semble avoir voulu concevoir une façade en référence aux maisons alsaciennes, avec leur toit en pente et leurs chiens assis, tout en réinterprétant les colombages. Le jeu de toitures imbriquées rappelle l’existence des cinq maisons antérieures.
En 1998, une extension commerciale du magasin de la Fnac,, est réalisée en convertissant un étage de bureau en surface commerciale. La nouvelle surface commerciale est couronnée d’un puits de lumière de forme pyramidale quadrangulaire.
En 2017, une exposition présente le projet de la Mairie de Strasbourg et du propriétaire du bâtiment, M. Loeb-Picard, de réaménagement de la façade et d'une extension de vitrine en pied d'immeuble,. 